# Teddy Kollek
Theodor Kollek, detto Teddy (ebraico טדי קולק; Nagyvázsony, 27 maggio 1911 – Gerusalemme, 2 gennaio 2007), è stato un politico israeliano di origini ungheresi, sindaco di Gerusalemme dal 1965 al 1993.

## Biografia
Nacque nell'ex Impero austro-ungarico da una famiglia ebraica sionista che gli diede il nome Theodor in onore di Theodor Herzl. Nel 1932 si trasferì a Vienna e, dopo aver aderito anche lui al sionismo, lavorò nella capitale austriaca fino a che nel 1938, a seguito nel celebre Anschluss, la nazione non venne annessa al Terzo Reich. Kollek fu costretto a trasferirsi in Palestina, all'epoca posta sotto il protettorato britannico, e fu impiegato presso l'Agenzia ebraica.
Nel 1942 Kollek fu nominato vice capo dell'intelligence dell'Agenzia ebraica.
Durante la seconda guerra mondiale Kollek fu una sorta di "ambasciatore" del popolo ebraico presso le nazioni europee: un ruolo che, nelle diverse funzioni svolte successivamente, sostanzialmente mantenne anche nei confronti del resto del mondo.
Al termine del conflitto, fu il rappresentante diplomatico del gruppo paramilitare Haganah a Washington nel biennio 1946-1947 e fu una figura chiave nella creazione di un'alleanza tra il Mossad e la CIA negli anni '40 e '50.
Strinse amicizia con il politico David Ben-Gurion, servendo nei governi di quest'ultimo dal 1952 come direttore generale dell'ufficio del primo ministro fino al 1965.
Nel 1965 il Rafi lo candidò come sindaco di Gerusalemme (all'epoca solo Gerusalemme Ovest) e Kollek venne eletto, prendendo il posto di Mordechai Ish-Shalom e gestendo il seguito edilizio della guerra dei sei giorni (1967). Nel 1968 aderì al neonato Partito Laburista Israeliano.
Venne più volte confermato primo cittadino dell'intera Gerusalemme (Gerusalemme Est era stata occupata nel 1967) nel 1969, nel 1973, nel 1978, nel 1983 e nel 1989, rimanendo così in carica per ventotto anni. La sua impronta sull'urbanistica moderna della città santa non è priva di controversie, anche di tipo politico, benché quanto ai rapporti con i palestinesi egli si dimostrasse alquanto aperturista.
Nel 1993 si candidò per un settimo mandato, ma fu sconfitto dal candidato del Likud Ehud Olmert. Al termine delle elezioni si ritirò dalla vita politica, dedicandosi ad attività filantropiche e scrivendo un libro di memorie.

## Dediche
- A Teddy Kollek è dedicato l'omonimo impianto calcistico di Gerusalemme, tra i principali e più moderni stadi di Israele.